# Comet Astrobiology Exploration SAmple Return
Comet Astrobiology Exploration SAmple Return également désigné par son acronyme CAESAR était un projet américain de mission d'exploration du système solaire dont l'objectif était de ramener sur Terre des échantillons de la comète 67P/Tchourioumov-Guérassimenko prélevés à un ou plusieurs endroits du noyau ainsi que dans la queue de la comète. L'objectif était de mieux connaitre la composition du système solaire au tout début de sa formation. Cette comète ayant déjà été étudiée par la sonde spatiale européenne Rosetta, on disposait d'un grand nombre de données facilitant la définition de la stratégie à adopter pour le recueil des échantillons et fournissant un contexte scientifique précis. CAESAR fut l'un des deux finalistes retenus en décembre 2017 pour la quatrième mission du programme New Frontiers qui regroupe des projets d'exploration du système solaire de la NASA dont le cout est plafonné à un milliard de dollars. CAESAR était alors en compétition avec la mission Dragonfly et la sélection finale fut effectuée en 2019, éliminant CAESAR au profit de dragonFly. Le lancement devait avoir lieu au milieu de la décennie 2020.

## Contexte: l'exploration de 67P/Tchourioumov-Guérassimenko

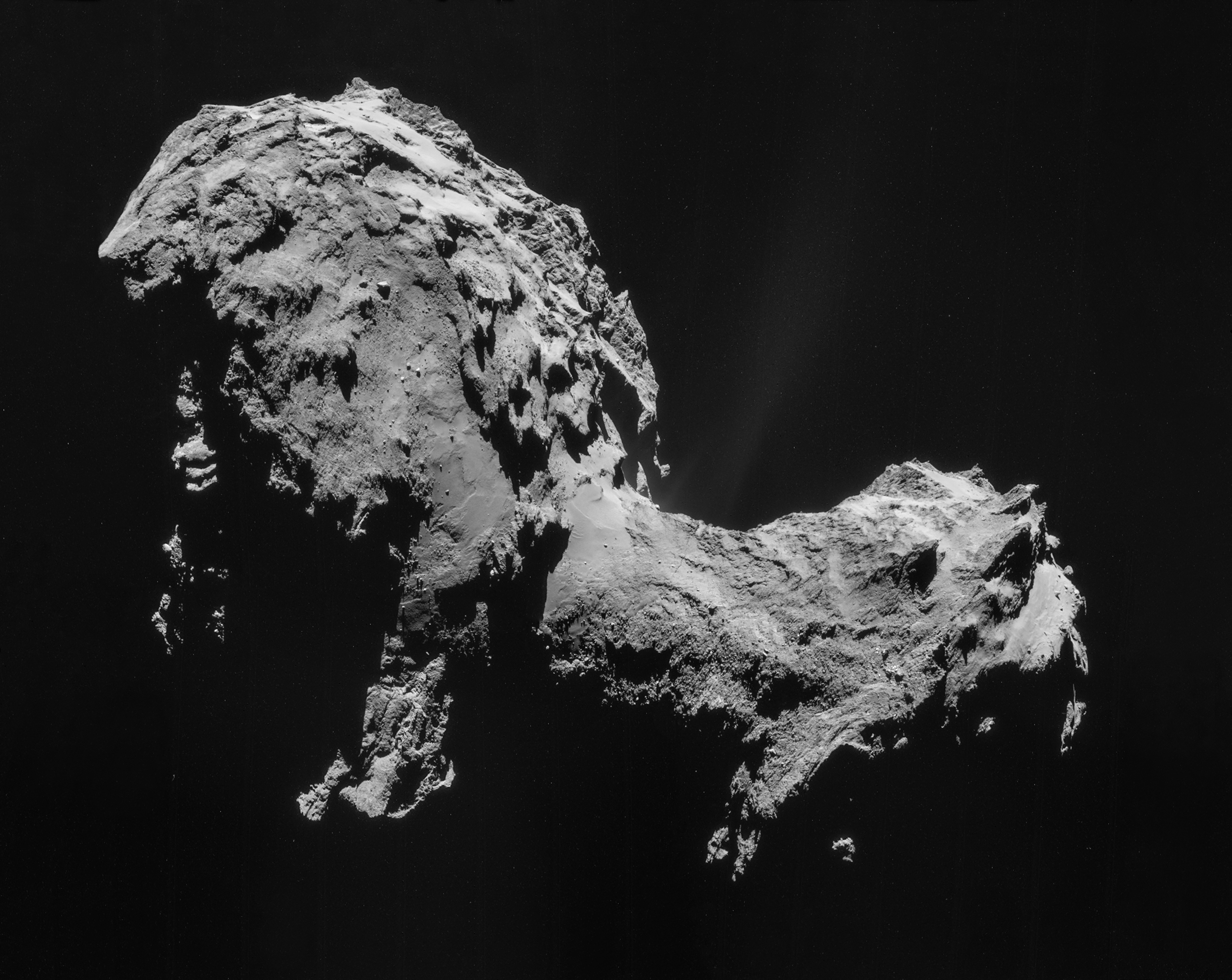
67P/Tchourioumov-Guérassimenko par la sonde Rosetta.

À la fin des années 1980, un projet de mission de retour d'échantillons d'une comète voit le jour après le succès du survol de la comète de Halley par Giotto (1986). Ce projet qui prend le nom de Rosetta aboutit finalement à une mission d'étude de 67P/Tchourioumov-Guérassimenko à l'aide d'un orbiteur et d'un atterrisseur, sans retour d'échantillons programmé. Rosetta est lancée en mars 2004, arrive à destination en août 2014, l'atterrisseur atteint le sol cométaire en novembre de la même année et la mission prend fin avec la chute délibérée de l'orbiteur sur la comète en septembre 2016. La longue durée d'observation associée à des mesures in situ des caractéristiques de la comète a permis des avancées significatives en science cométaire,. Par ailleurs, la quantité de données collectée dans le cadre de la mission Rosetta, augmentant les chances de succès d'une mission de retour d'échantillons cométaires, a orienté le choix de la cible de CAESAR vers 67P/Tchourioumov-Guérassimenko.

## Sélection du projet
Après une pause d'un an imposée par des contraintes budgétaires, le programme New Frontiers de la NASA, qui rassemble des missions d'exploration du système solaire à cout intermédiaire, est réactivé début 2015. Un appel à propositions est lancé fin 2016. Il est prévu à l'époque qu'une présélection débouchant sur des études approfondies soit finalisée en novembre 2017 puis que la sélection finale soit effectuée en juillet 2019. Les propositions de mission doivent porter sur un des six thèmes énoncés dans le plan stratégique et le plan scientifique de la NASA de 2014 :
- mission de retour d'échantillons de la surface d'une comète ;
- mission de retour d'échantillons du sol prélevés dans le Bassin Pôle Sud-Aitken près du pôle sud de la Lune ;
- mondes océaniques ; Encélade et/ou Titan ;
- sonde atmosphérique de Saturne ;
- étude des astéroïdes troyens orbitant aux points de Lagrange L4 ou L5 de la planète Jupiter ;
- étude de la composition et des caractéristiques de la surface de Vénus visant à répondre aux deux objectifs suivants : formation des planètes terrestres et modalités de l'évolution de Vénus depuis son origine sans doute similaire à celle de la Terre.

12 projets sont proposés. CAESAR est placé sous la responsabilité scientifique de Steve Squyres de l'université Cornell de New York et devrait être dirigé par le centre de vol spatial Goddard. CAESAR est une des deux missions retenues en décembre 2017 pour la sélection finale qui doit avoir lieu en 2019. Si CAESAR avait été retenue, elle aurait été lancée vers 2025 et aurait pu ramener un échantillon du sol de la comète vers 2038,.

## Objectifs de CAESAR
L'objectif principal de la mission était de ramener su Terre au moins 80 grammes d'échantillon du sol de la comète 67P/Tchourioumov-Guérassimenko. Le système de prélèvement et de stockage devait permettre de protéger les échantillons non volatiles et volatiles de toute contamination ou altération qui aurait pour conséquence d'entraver leur analyse scientifique.
Sur le plan scientifique il s'agissait d'identifier les matériaux à l'origine de la formation du système solaire et comment ces composants ont formé ensemble les planètes et ont permis l'apparition de la vie. Il s'agissait également de concilier les résultats contradictoires concernant l'origine des comètes fournis par la mission Stardust qui semblent indiquer que les solides de plus de 1 micron ont pour origine la partie centrale et chaude de la nébuleuse par Rosetta qui suggèrent que les volatiles de 67P se sont formés à des températures cryogéniques et n'ont pas changé au cours de milliards d'années qui se sont écoulées. L'analyse sur Terre des échantillons aurait permis d'utiliser des instruments qui disposent d'une sensibilité de plusieurs ordres de grandeur supérieures à celles des instruments embarqués à bord de sondes spatiales comme Rosetta.

## Déroulement
Le lancement de la mission était prévu au cours de l'été 2024 et devrait se dérouler à la base de Cape Canaveral. Durant le transit vers la comète, l'assistance gravitationnelle de la Terre aurait été utilisée à une reprise. La sonde spatiale pouvait survoler l'astéroïde de type B Vernadskij. CAESAR devrait arriver aux abords de la comète vers décembre 2028. Après avoir effectué des analyses de la comète et identifié et documenté les sites d'atterrissage potentiels la sonde spatiale aurait pu effectuer jusqu'à trois campagnes de prélèvement distinctes. Ces opérations se serainet déroulées alors que la comète se situait à une distance comprise entre 3,5 Unités Astronomiques et l'apogée de la comète. Le départ devait s'effectuer 4,5 années après son arrivée à proximité de la comète. Cette date est contrainte par la nécessité que le Soleil soit suffisamment proche pour alimenter les moteurs ioniques. La propulsion de CAESAR devait se rallumer en 2033 et la capsule d'échantillon devait revenir sur Terre en novembre 2038.

## Caractéristiques techniques
La sonde spatiale CAESAR devait être construite par Orbital ATK. Dérivée du satellite géostationnaire GEOstar-3 à propulsion électrique, sa propulsion devait être assurée par trois moteurs ioniques NEXT-C. L'énergie aurait été fournie par deux panneaux solaires produisant 30 kW au niveau de l'orbite terrestre. Le système de prélèvement d'échantillon SAS (Sample Acquisition System) était conçu pour effectuer un prélèvement en posant celui-ci brièvement (5 secondes) sur le sol de la comète. Des jets d'azote auraient alors soulevé des particules du sol, les dirigeant vers un réceptacle d'une capacité de 1,5 litre. Ce dernier aurait alors été inséré dans un container scellé hermétiquement. L'échantillon aurait été réchauffé à la température rencontrée par la comète à son périgée près du Soleil. Les volatils se dégageant auraient été dirigés vers un réservoir maintenu à une température de -60 °C. La capsule ramenant l'échantillon sur Terre devait être fournie par l'agence spatiale japonaise et basée sur l'engin développé pour la sonde spatiale Hayabusa.